# Thomas Derrig

Thomas Derrig circa 1932

Thomas Derrig (irisch: Tomás Ó Deirg; * 26. November 1897 in Westport im County Mayo; † 19. November 1956 in Dublin) war ein irischer Politiker der Sinn Féin sowie der Fianna Fáil.

## Biografie
Nach dem Studium war er als Lehrer sowie zuletzt als Rektor tätig und begann seine nationale politische Laufbahn als Kandidat der Sinn Féin 1921 mit der erstmaligen Wahl zum Abgeordneten (Teachta Dála) des Unterhauses (Dáil Éireann) und vertrat in diesem bis 1923 den Wahlkreis Mayo North and West. Dabei gehörte er zuletzt innerhalb der aufgrund des Anglo-Irischen Vertrages gespaltenen Sinn Féin zu den Gegnern dieses Vertrages (Anti-Treaty).
1927 wurde er als Kandidat der Fianna Fáil wieder zum Unterhausabgeordneten gewählt und gehörte diesem nach zehn Wiederwahlen bis zu seinem Tode an. Zunächst vertrat er den Wahlkreis Carlow-Kilkenny, danach von 1937 bis 1948 Kilkenny sowie zuletzt bis zu seinem Tode wieder den Wahlkreis Carlow-Kilkenny.
Nach der Regierungsübernahme durch die Fianna Fáil wurde er am 9. März 1932 vom Vorsitzenden des Exekutivrates des Irischen Freistaates Éamon de Valera zum Bildungsminister ernannt und bekleidete die Funktion bis zum 8. September 1939. Im Rahmen einer Kabinettsumbildung wurde er von de Valera, der nunmehr Premierminister (Taoiseach) war, am 8. September 1939 zum Minister für Ländereien ernannt und behielt dieses Amt bis zum 2. Juli 1943. Zugleich war er vom 8. September bis zum 27. September 1939 auch Minister für Post und Telegrafie.
Darüber hinaus wurde er am 18. Juni 1940 auch wieder Bildungsminister. Dieses Amt hatte er diesmal bis zur Wahlniederlage der Fianna Fáil und dem Ende von de Valeras Amtszeit am 18. Februar 1948 inne.
Nach dem erneuten Wahlsieg der Fianna Fáil war er zuletzt vom 13. Juni 1951 bis zum 2. Juni 1954 wiederum Minister für Ländereien im Kabinett von Premierminister de Valera.